# Списак министара саобраћаја Србије
На овој страни налази се списак министара саобраћаја Србије.

## Република Србија(1991–сада)[1]
| Слика | Почетак мандата    | Крај мандата             | Име и презиме (година рођења и смрти) | Белешка | Странка                         |  |
| ----- | ------------------ | ------------------------ | ------------------------------------- | --- | ------------------------------- |  |
|       | 15. јануар 1991.   | 23. децембар 1991.       | Миле Пешић                            | министар саобраћаја и веза у влади Драгутина Зеленовића                                                                               |                                 |  |
|       | 23. децембар 1991. | 15. март 1994.           | Жарко Катић                           | министар саобраћаја и веза у влади Радомана Божовића и влади Николе Шаиновића                                                         | Социјалистичка партија Србије   |  |
|       | 15. март 1994.     | 24. март 1998.           | Алекса Јокић                          | министар саобраћаја и веза у првој влади Мирка Марјановића                                                                            |                                 |  |
|       | 15. март 1998.     | 25. октобар 2000         | Драган Тодоровић                      | министар саобраћаја и веза у другој влади Мирка Марјановића                                                                           | Српска радикална странка        |  |
|       | 25. октобар 2000.  | 25. јануар 2001.         | Александар Милутиновић                | министар саобраћаја и веза у влади Миломира Минића                                                                                    | Социјалистичка партија Србије   |  |
|       | 25. јануар 2001.   | 3. март 2004.            | Марија Рашета Вукосављевић            | министар саобраћаја и веза у влади Зорана Ђинђића и влади Зорана Живковића                                                            | Демократска странка             |  |
|       | 3. март 2004.      | 15. мај 2007.            | Велимир Илић                          | Министар капиталних инвестиција | Прва влада Војислава Коштунице  |  |
|       | 15. мај 2007.      | 7. јул 2008.             | Велимир Илић                          | Министар инфраструктуре | Друга влада Војислава Коштунице |  |
|       | 7. јул 2008.       | 14. март 2011.           | Милутин Мркоњић                       | Министар инфраструктуре | Влада Мирка Цветковића          |  |
|       | 14. март 2011.     | 30. август 2013.         | Милутин Мркоњић                       | министар саобраћаја у влади Ивице Дачића                                                                                              | Социјалистичка партија Србије   |  |
|       | 30. август 2013.   | 27. април 2014.          | Александар Антић                      | Министар саобраћаја у влади Ивице Дачића                                                                                              | Социјалистичка партија Србије   |  |
|       | 27. април 2014.    | 28. октобар 2020.        | Зорана Михајловић                     | Потпредседница Владе и Министар грађевинарства, саобраћаја и инфраструктуре у првој и другој влади А. Вучића и првој влади А. Брнабић | Нестраначка личност             |  |
|       | 28. октобар 2020.  | тренутно обавља функцију | Томислав Момировић                    | Министар грађевинарства, саобраћаја и инфраструктуре Републике Србије у другој влади А. Брнабић                                       | Српска напредна странка         |  |
|       | 28. октобар 2020.  | 26. октобар 2022.        | Томислав Момировић                    | Министар грађевинарства, саобраћаја и инфраструктуре Републике Србије у другој влади А. Брнабић                                       | Српска напредна странка         |  |
|       | 26. октобар 2022.  | тренутно обавља функцију | Горан Весић                           | Министар грађевинарства, саобраћаја и инфраструктуре Републике Србије у трећој влади А. Брнабић                                       | Српска напредна странка         |  |